# Afrospasta borana
Afrospasta borana là một loài bọ cánh cứng trong họ Meloidae. Loài này được Bologna miêu tả khoa học năm 1995.